# Nodul rutier Hénin-Beaumont-Lens
Nodul rutier Hénin-Beaumont-Lens este un nod rutier situat în Dourges, în departamentul Pas-de-Calais, regiunea Hauts-de-France. Acest nod permite conectarea între autostrăzile A1 și A21 (rocade minière). Structura sa este complexă, deoarece rampele de acces se înfășoară în jurul a două linii feroviare care se intersectează în același loc: LGV Nord și linia Lens – Ostricourt.

## Drumuri deservite

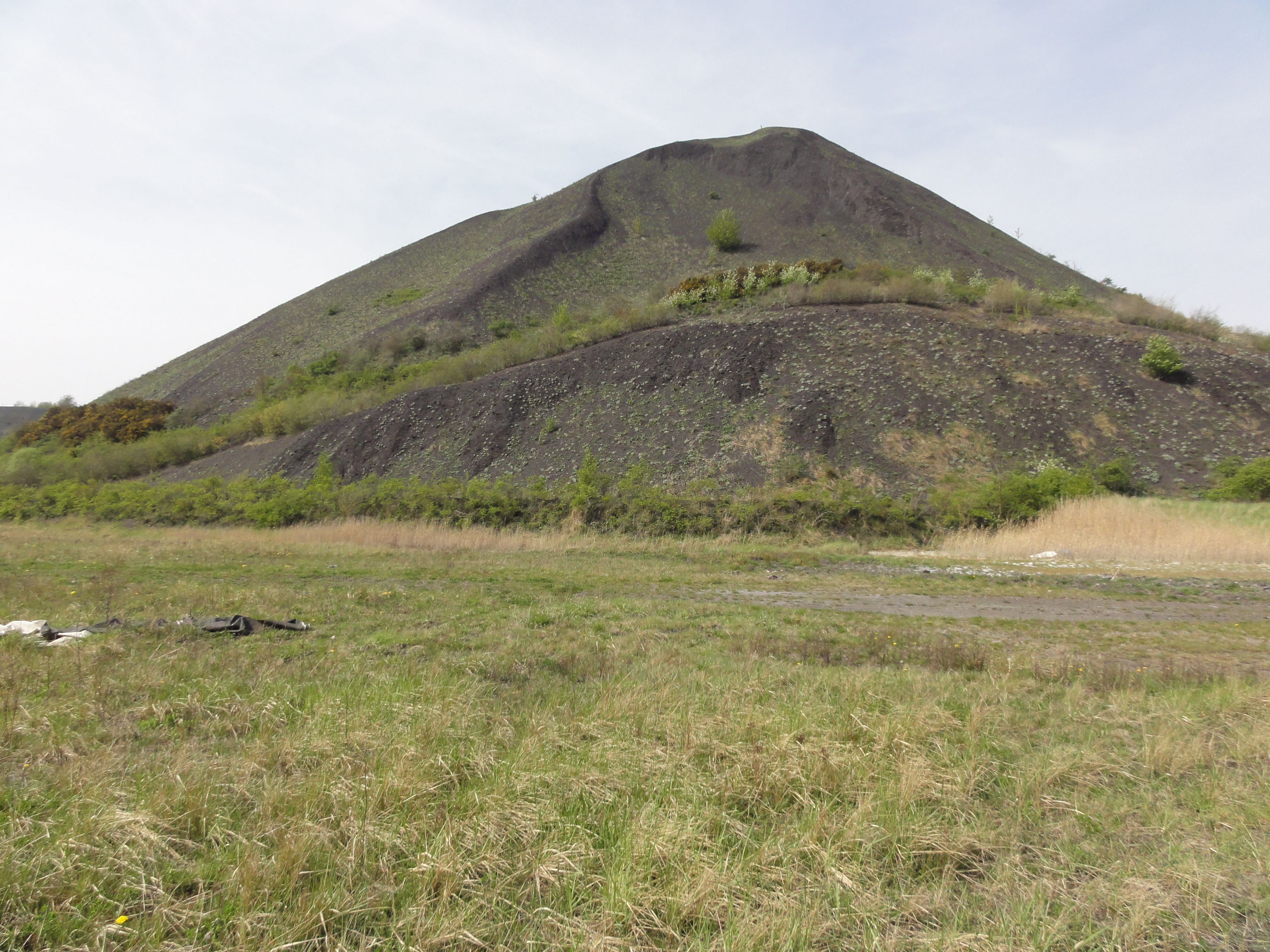
Halda „Lavoir Hénin Est”, vizibilă din nodul rutier.

- Autostrada A1
- Autostrada A21